# Mine Polaris
La mine Polaris était une mine située dans l'archipel arctique canadien dans la Petite île Cornwallis (en) au Nunavut (Canada). Elle fut exploitée entre 1982 et 2002. On y exploitait notamment dans cette mine le gisement Arvik (en inuktitut, ᐊᕐᕕᒃ pour baleine,) où l'on retrouvait du minerai de plomb et de zinc. Il s'agissait pendant plusieurs années de la mine la plus septentrionale au monde.

## Historique
Le 5 novembre 1979, la compagnie Cominco Ltd annonce sa décision de développer la mine.
Dès 1960, Bankeno Mines avait trouvé des minerais sur la Petite île Cornwallis, mais Cominco découvrit le gisement de Polaris en 1971 en forant à partir de la surface. En 1980, on estimait son potentiel à environ 23 millions de tonnes de minerai de haute-qualité dont 4,3 % de plomb et 14,1 % de zinc. À cette époque, la production annuelle est estimée à 170 000 tonnes de zinc et 38 000 tonnes de plomb.
Lors de sa fermeture en juillet 2002, plus de 21 millions de tonnes de minerai zinc-plomb furent extraits.